# Antoine de Cousu
Antoine de Cousu (Amiens, [...?] - Saint-Quentin, 11 d'agost de 1658) fou un eclesiàstic, mestre de capella, compositor i teòric musical francès, actiu en la Picardia la primera meitat del segle xvii.
Fou més teòric que pràctic i va escriure un llibre titulat La Musique universelle, contenant toute la pratique en toute la théorie, la qual és una de les més apreciades i completes obres que es publicaren vers aquesta matèria fins al segle xviii. Existeix un exemplar d'aquesta obra en la Biblioteca Mazarino de París (D. 4.727). Durant molts anys se la considerà perduda, donant peu a que Thoinon, escrivís un fulletó sobre ella titulat: Antoine de Cousu et les singulières destinées de son livrerarissime: La Musique universelle (París, 1866).